# Grupo cíclico

Las seis raíces sextas de la unidad forman un grupo cíclico bajo la multiplicación. z es un elemento generador de este grupo cíclico o elemento primitivo, pero z^{2} no lo es, porque las potencias impares de z no son representables como potencias del elemento z^{2}.

En teoría de grupos, un grupo cíclico es aquel que puede ser generado por un solo elemento; es decir, hay un elemento a del grupo G (llamado "generador" de G), tal que todo elemento de G puede ser expresado como una potencia de a. Si la operación del grupo se denota aditivamente, se dirá que todo elemento de G se puede indicar como un múltiplo de a, para n entero.
En otras palabras, G es cíclico, con generador a, si G = { an | n ∈ Z }. Dado que un grupo generado por un elemento de G es, en sí mismo, un subgrupo de G, basta con demostrar que el único subgrupo de G que contiene a a es el mismo G para probar que éste es cíclico.
Por ejemplo, G = { e, g1, g2, g3, g4, g5 } es cíclico. De hecho, G es esencialmente igual (esto es, isomorfo) al grupo { 0, 1, 2, 3, 4, 5 } bajo la operación de suma módulo 6. El isomorfismo se puede hallar fácilmente haciendo  ga→ a. 
Contrariamente a lo que sugiere la palabra "cíclico", es posible generar infinitos elementos y no formar nunca un ciclo real: es decir, que cada gn sea distinto. Un grupo tal sería un grupo cíclico infinito, isomorfo al grupo Z de los enteros bajo la adición.
Salvo isomorfismos, existe exactamente un grupo cíclico para cada cantidad finita de elementos, y exactamente un grupo cíclico infinito. Por lo anterior, los grupos cíclicos son de algún modo los más simples, y han sido completamente clasificados.
Por esto, los grupos cíclicos normalmente se denotan simplemente por el grupo "canónico" al que son isomorfos: si el grupo es de orden n, para n entero, dicho grupo es el grupo Zn de enteros { 0, ..., n-1 } bajo la adición módulo n. Si es infinito, éste es Z.
La notación Zn comúnmente es evitada por teoristas de los números, puesto que puede ser confundida con la notación usual para los números p-ádicos. Una alternativa es usar la notación de grupo cociente, Z/nZ; otra posible solución es denotar la operación multiplicativamente, y representar el grupo Cn = { e, a1, a2, ..., an-1 }. Sin embargo, estas dos notaciones no son tan populares como Zn.

## Propiedades
Por lo dicho ya en la introducción, todo grupo cíclico es isomorfo a Zn, o bien, a Z. Basta entonces con examinar dichos grupos para entender los grupos cíclicos en general. Dado un grupo cíclico G = <g> de orden n (donde n puede valer infinito), y dados a, b ∈ G, se tiene:
- G es abeliano; es decir, su operación es conmutativa: ab = ba para cualesquiera a y b ∈ G. Esto es cierto, puesto que cualquier par de enteros a y b, a + b mód n = b + a mód n.
- Si n < ∞, entonces gn = e, puesto que n mód n = 0.
- Si n = ∞, entonces el grupo tiene exactamente dos generadores: 1 y -1 en Z, y sus imágenes isomórficas en otros grupos cíclicos infinitos.
- Todo subgrupo de G es cíclico. De hecho, para n finito, todo subgrupo de G es isomorfo a un Zm, donde m es divisor de n; y si n es infinito, todo subgrupo de G corresponderá a un subgrupo mZ de Z (el cual es también isomorfo a Z), bajo el isomorfismo entre G y Z.

Los generadores de Zn son los enteros que son primos relativos con n. El número de tales generadores se designa por φ(n), donde φ designa la función φ de Euler. En general, si d es un divisor de n, el número de elementos de Zn de orden d es φ(d). El orden del elemento m es n / mcd(m,n).
Si p es primo, el único grupo con p elementos (salvo isomorfismos) es Zp.
El producto directo de dos grupos cíclicos Zn y Zm es cíclico si y solo si m y n son primos entre sí; en tal caso, el grupo obtenido será isomorfo a Znm. Por ejemplo, Z12 es isomorfo a Z3×Z4, pero no a Z6×Z2.
El teorema fundamental de los grupos abelianos afirma que todo grupo abeliano finitamente generado es isomorfo al producto directo de un número finito de grupos cíclicos.
Zn y Z son también anillos conmutativos. Si n es un número primo, Zn es un cuerpo finito, también denotado por Fn o GF(n). Cualquier otro cuerpo con n elementos es isomorfo al ya descrito.

## Subgrupos
Todos los subgrupos y grupos cocientes de un grupo cíclico son, a su vez, cíclicos. En particular, los subgrupos de Z son de la forma mZ donde m ≥ 0 es un número entero. Todos éstos son diferentes, y salvo por el grupo trivial (con m=0) son todos isomorfos a Z. El retículo de subgrupos de Z es isomorfo al dual del retículo de números naturales ordenados por divisibilidad. Todos los grupos cocientes de Z son finitos, salvo por la excepción trivial Z/{0}. Para todo divisor positivo d de n, el grupo Z/nZ (isomorfo a Zn, y algunas veces incluso tomado como definición de este) tiene exactamente un subgrupo de orden d, a saber, el generado por la clase residual de n/d; no hay más subgrupos de Z/nZ. El retículo de subgrupos es entonces isomorfo al de divisores de n, ordenados por divisibilidad (el cual es isomorfo a su propio dual).
En particular, un grupo cíclico es simple si y solo si su orden (el número de sus elementos) es primo.
Dado un grupo cíclico C de orden n, con generador g, el tamaño del subgrupo generado por gk para un entero k será el mínimo entero positivo m tal que mk es múltiplo de n; fácilmente se puede demostrar que m = n/mcd(k,n). El índice del subgrupo generado por gk (esto es, el tamaño del grupo cociente C/<gk>) es, por lo tanto, mcd(k,n).
- Este subgrupo cíclico del grupo G , generado por el elemento s,  es siempre conmutativo aunque no lo sea el mismo  grupo G.

## Aplicación
Sea el conjunto B = {0, 1}, se establece en B la  operación: 0+0 = 0; 0+1 = 1; 1+0 = 1; 1+ 1 =0; no es sino la adición módulo 2. Sea Bm = B×B×B× ...B m veces. Sean (x1, x2, ..., xm), (y1,y2,...ym) y sea x + y = (x1 + y1, x2 + y2,...,xm + ym) luego Bm es un grupo de orden 2m. Se aplica en la codificación de mensaje.